# Adelgunde af Bayern
Adelgunde af Bayern (19. marts 1823 – 28. oktober 1914) var en tysk prinsesse af Bayern, der var hertuginde af Modena fra 1846 til 1859. Hun var datter af Kong Ludvig 1. af Bayern og Therese af Sachsen-Hildburghausen og blev gift med Hertug Frans 5. af Modena i 1842.